# (31126) 1997 SG2
1997 أس جي 2 (ويعرف أيضًا باسم (31126) 1997 أس جي 2 وفق تسمية الكوكب الصغير) (بالإنجليزية: 1997 SG2)‏ هو كويكب ضمن حزام الكويكبات؛ وترتيبه 31126 من حيث الاكتشاف.
اكتُشف هذا الجُرم الفلكي بواسطة Atsushi Sugie ‏ في 19 سبتمبر 1997.

## وصلات خارجية
- (31126) 1997 SG2 في قاعدة بيانات مختبر الدفع النفاث لأجرام النظام الشمسي الصغيرة

- الاكتشاف · مخطط المدار ·  العناصر المدارية · المعلمات المادية

- (31126) 1997 SG2 على موقع ويكي سكاي: DSS2, SDSS, GALEX, IRAS, Hydrogen α, X-Ray, Astrophoto, Sky Map, Articles and images